# Idioma matsés
El matsés, tradicionalmente conocido también como mayoruna, es una lengua de la familia panoy es hablada en las cuencas de los ríos Gálvez y Yaquirana, y la quebrada Añushiyacu, en el departamento de Loreto en Perú y algunos viven en el río Lobo y otras zonas amazónicas de Brasil.

## Población en el Perú que habla la lengua
Los resultados del XII Censo de Población, VII de Vivienda y III de Comunidades Indígenas indican que por el idioma o lengua materna con el que aprendió a hablar en su niñez han sido 1,366 personas que han manifestado que hablan la lengua Matsés que corresponde al 0,03% del total de lenguas originarias a nivel nacional. 

## Situación de su escritura
Cuenta con un alfabeto oficial establecido mediante Resolución Ministerial n.º 303-2015-MINEDU, del 12 de junio del 2015, con 19 grafías: a, b, c, ch, d, e, ë, i, m, n, o, p, q, s, sh, t, ts, u, y. 

## Variedades geográficas
La lengua matsés presenta variedades: matsés peruano (mcf) y matsés brasileño (mcf).

## Grado de la vitalidad de la lengua
El matsés es una lengua que se encuentra seriamente en peligro, de acuerdo al Ministerio de Educación del Perú. 